# Drepano-hypnum apiculatum
Drepano-hypnum es un género monotípico de musgos hepáticas perteneciente a la familia Amblystegiaceae. Su única especie: Drepano-hypnum apiculatum, es originaria de las Antillas.

## Taxonomía
Drepano-hypnum apiculatum fue descrita por (Mitt.) Hampe y publicado en Videnskabelige Meddelelser fra Dansk Naturhistorisk Forening i Kjøbenhavn ser. 3, 10: 268. 1878.